# Вольф, Фридрих Вильгельм

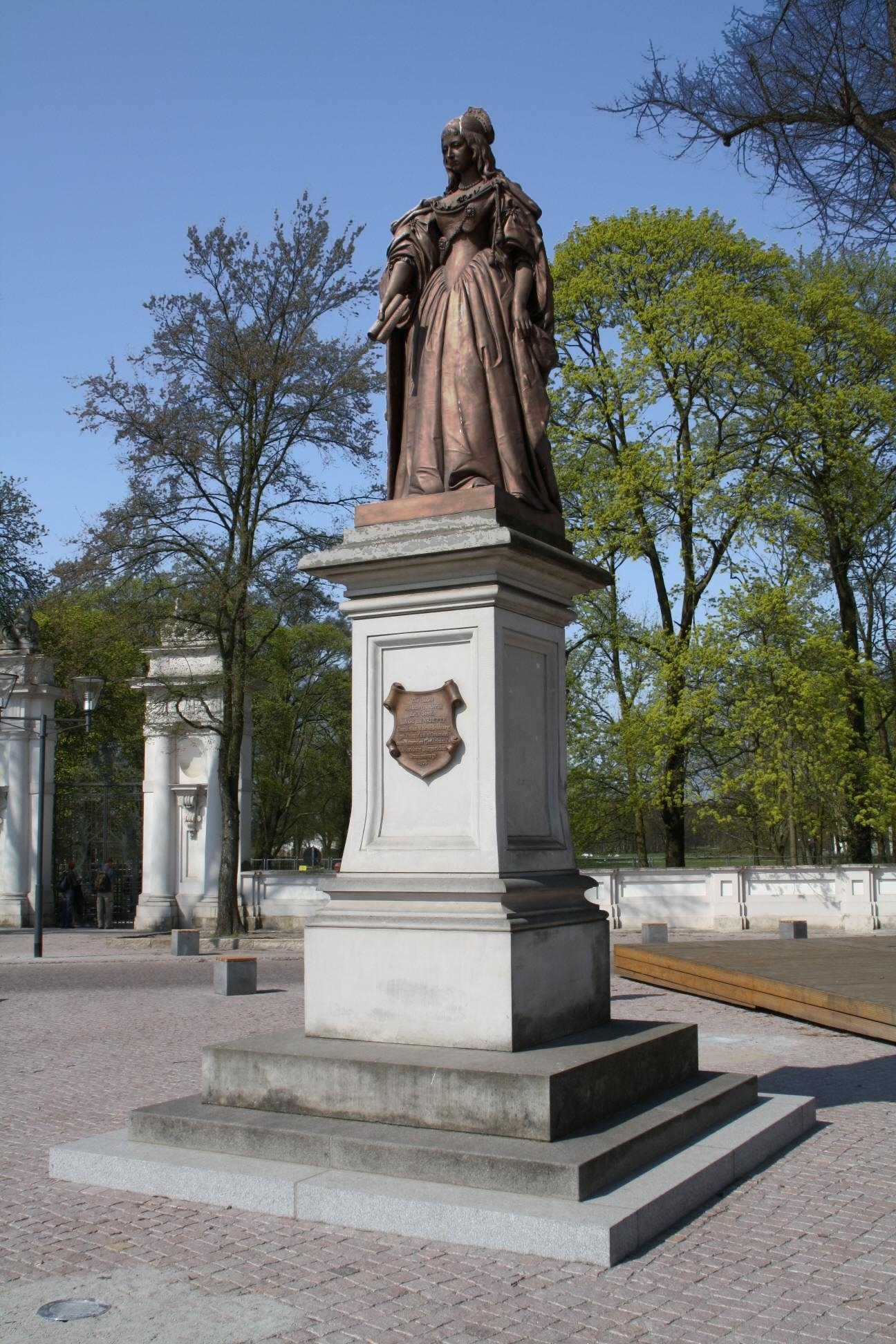
Памятник курфюрстине Луизе Генриетте в Ораниенбурге

Фридрих Вильгельм Вольф (нем. Friedrich Wilhelm Wolff; 6 апреля 1816, Фербеллин, Бранденбург — 30 мая 1887, Берлин) — немецкий скульптор. Действительный член Прусской академии художеств (с 1865).

## Биография
Сын портного. В 1830—1832 годах — ученик механика Королевского прусского чугунолитейного завода в Берлине. Продолжил учёбу в берлинском Королевском техническом институте.
Получив стипендию несколько лет учился литейному делу у Луи Клода Фердинанда Сойера (1785—1854) в Париже, потом занимался скульптурой под руководством Иоганна Штигльмайера в Мюнхене.
Основал в Берлине небольшой литейный завод, где работал над собственными проектами, который, передал через несколько лет своему брату, чтобы полностью предаться пластическому творчеству.
С 1839 года участвовал в работе выставок Прусской Академии художеств.

## Творчество
Вольф — автор нескольких памятников, ряда бюстов (в том числе И. С. Баха, И. Г. Гердера, Ф. Куглера, аллегорических статуй и скульптур, мемориальных досок.
Мастер изображения животных. Особенно удачно изображал страдающих или разъярённых зверей (бронзовая группа львов в Тиргартене, в Берлине; «Умирающая львица»; «Собаки, лающие на щуку», «Охота на кабана» (Охотничий дворец Груневальд), «Медведь с мальчиком», «Газель» (дворец Шарлоттенхоф), «Буйволы сражаются с двумя собаками», «Пантеры с добычей» и т. п.), хотя прекрасно воспроизводил и человеческие фигуры (статуя курфюрстины Луизы-Генриетты Нассау-Оранской в Ораниенбурге, конная статуя Фридриха Великого для Лигница).
Познакомившись с талантливыми работами Вольфа, прусский король Фридрих Вильгельм IV заказал у него бронзовую копию скульптурной группы «Бульдоги с двумя щенками».
Награждён малой золотой медалью Прусской Академии художеств. С 1869 года в знак признания его художественной деятельности назначен профессором.
Некоторые из его работ хранятся в коллекции Национальной галереи Берлина.

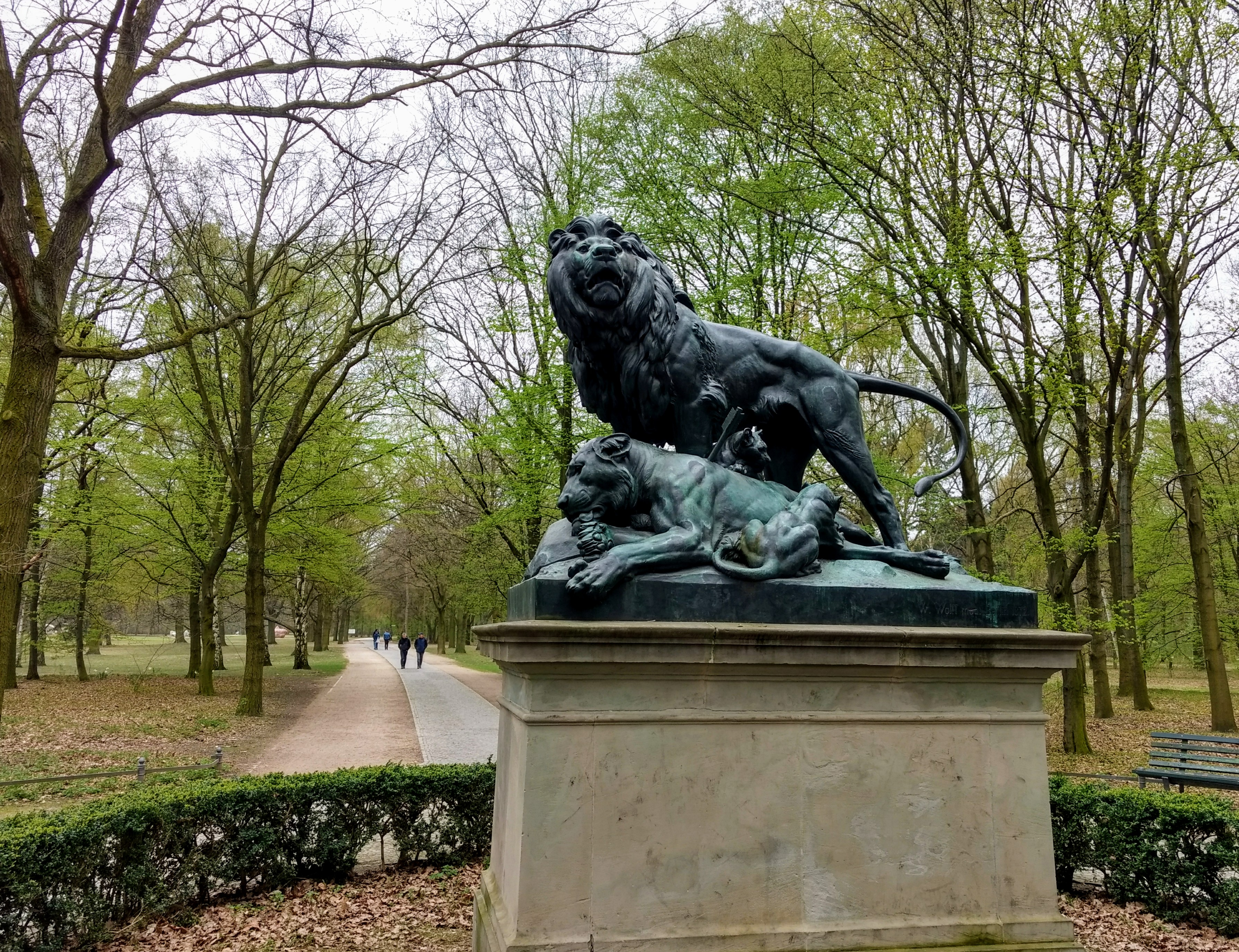
«Умирающая львица», Берлин
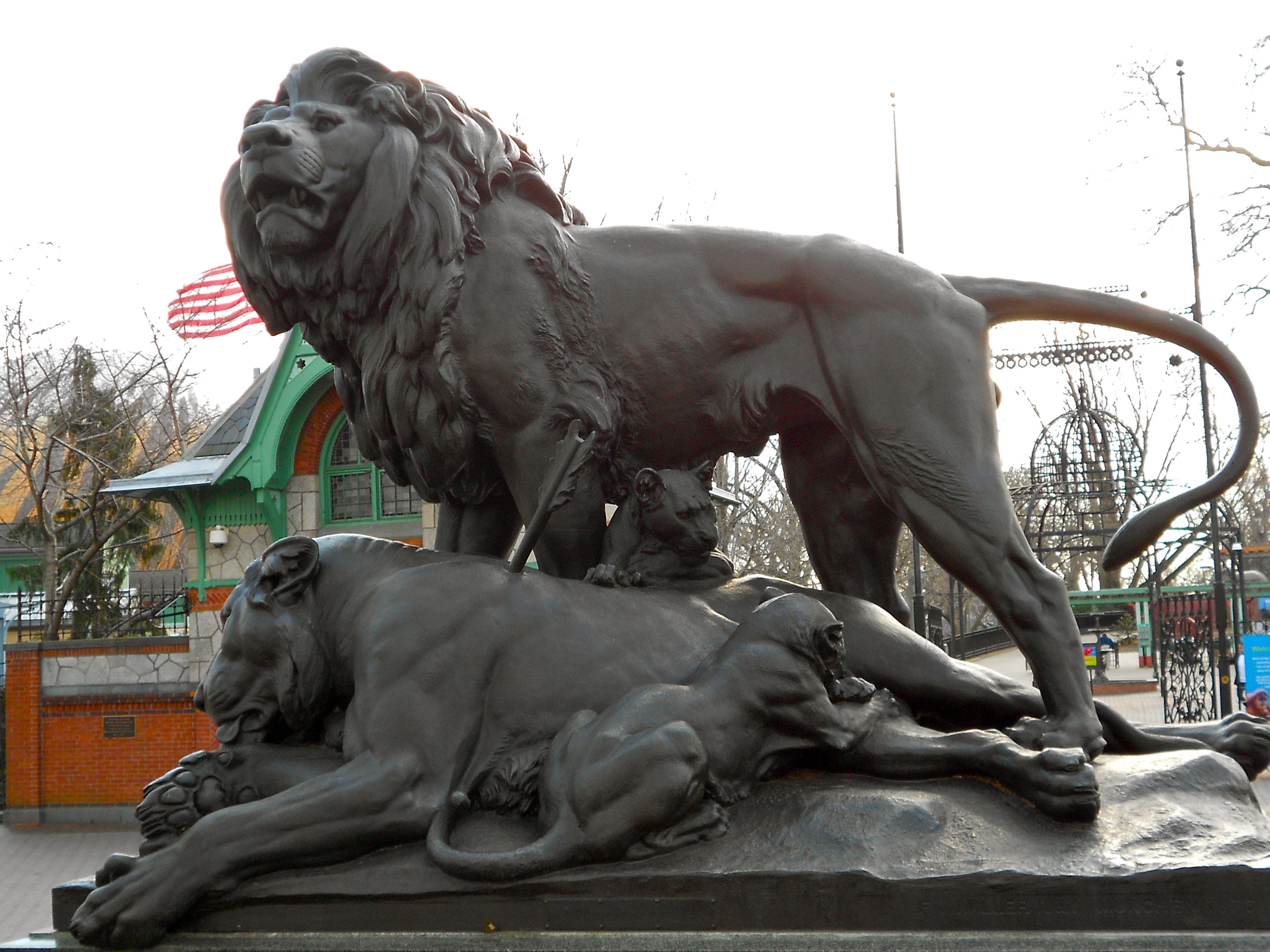
«Умирающая львица»», Филадельфия
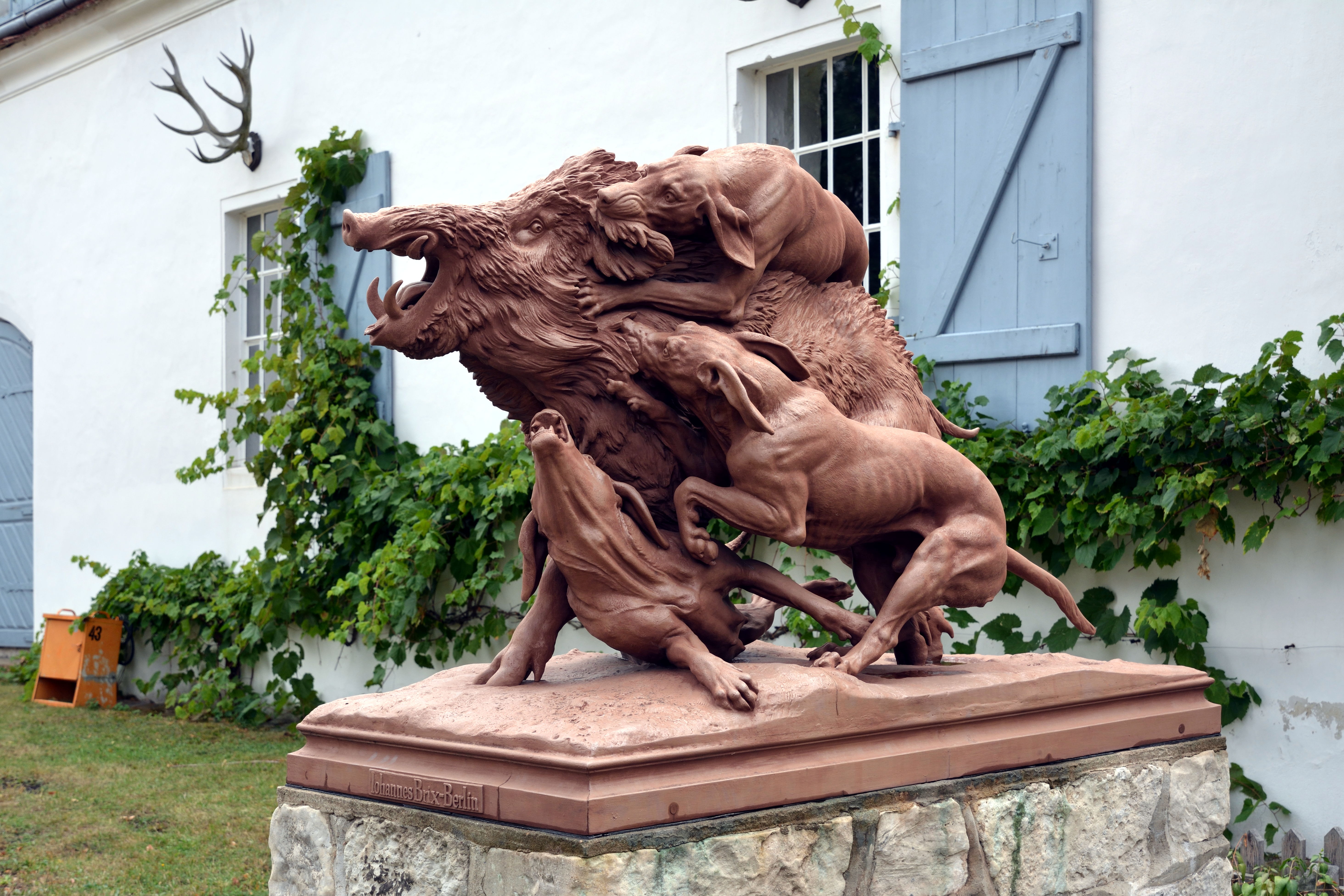
«Охота на кабана», Охотничий дворец Груневальд
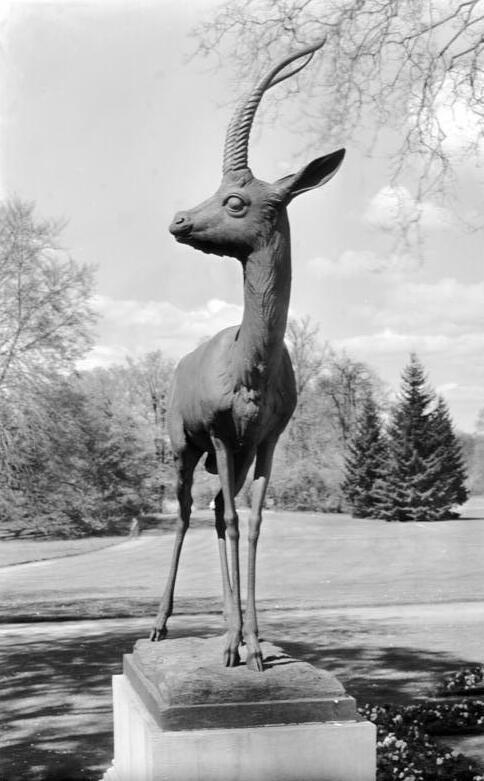
«Газель», дворец Шарлоттенхоф